# Pye Dubois
Pye Dubois, est un parolier et poète canadien. Il a principalement travaillé avec Kim Mitchell et Max Webster (groupe dont il était considéré comme un cinquième membre qui ne jouait pas en live et non officiel), et occasionnellement Rush.

## Jeunesse
Pye Dubois, né Paul Woods, a grandi à Sarnia, en Ontario, et a été en l'école secondaire avec le chanteur et futur partenaire d'écriture de chansons Kim Mitchell,.

## Carrière
Dubois a accompagné Max Webster en studio et a écrit les paroles de chacun de leurs albums. Il a reçu des crédits d'écriture lyrique sur plusieurs chansons de Rush, notamment "Tom Sawyer", titre inclus dans la bande originale de plusieurs films,. Dubois a écrit le poème "There Is A Lake Between Sun And Moon", qui les a inspirés à écrire plusieurs des paroles de l'album Counterparts, y compris une chanson du même nom pour laquelle Dubois a reçu le crédit de co-écriture. Il est également crédité comme auteur sur les chansons de Rush "Force Ten" et "Test for Echo".
Après la dissolution de Max Webster, Dubois a poursuivi sa carrière d'écrivain lyrique avec le chanteur et guitariste Kim Mitchell sur ses chansons en solo,. Cela comprenait toutes les chansons sauf une sur l'album de platine Akimbo Alogo de Kim, chaque chanson sur le triple platine Shakin 'Like a Human Being et le double platine Rockland . Il y a eu une dispute entre Dubois et Mitchell liée aux sessions d'enregistrement pour Rockland : Mitchell avait pris la décision d'enregistrer l'album aux États-Unis sans que Dubois soit présent en studio comme cela avait été le cas dans le passé. Dubois n'a donc pas écrit sur l'album suivant de Mitchell, Aural Fixations (les paroles de cet album ont été largement gérées par Jim Chevalier et Andy Curran), mais est revenu pour Itch en 1994. Dubois a participé à plusieurs concerts de réunion du groupe Max Webster, mais pas à leur plus récent à Toronto le 24 mai 2007, et n'a plus écrit de paroles avec Mitchell depuis 1994.
Le 20 juillet 2007, Dubois avait été annoncé disparu, ce qui inquiétait son voisin, l'auteur Martin Popoff,. Cependant, Dubois venait juste de prendre un peu de temps seul et est réapparu peu après.